# Bagé Baguals Futebol Americano
O Bagé Baguals F. A. é um time de Futebol Americano da cidade de Bagé, Rio Grande do Sul, que disputou o campeonato gaúcho de 2008 e de 2010.

## História
O Bagé Baguals foi fundado em 7 de janeiro de 2008, na cidade de Bagé, RS. Teve como locais de treinos a Hidraulica, Tênis, Sede Campestre do Clube Caixeiral, a Associação de Moradores do Bairro Stand.
Com menos de 1 ano de existência e sem nunca ter jogado com outro time, participou em novembro de 2008 do primeiro torneio gaúcho de futebol americano, ficando em 4º lugar, após ter jogado contra o time de Santa Cruz do Sul Chacais, Porto Alegre Predadores e Porto Alegre Pumpkins.

## Jogos
1º Torneio Gaúcho de Futebol Americano, em Santa Cruz
- 2 de novembro de 2008 - Santa Cruz Chacais 35 Vs 06 Bagé Baguals
- 2 de novembro de 2008 - Bagé Baguals 00 Vs 14 Porto Alegre Predadores

Amistosos
- 30 de agosto de 2009 - Esteio Buriers 18 Vs 20 Bagé Baguals

1º Campeonato Gaúcho de Futebol Americano
- 14 de março de 2010 - Bagé Baguals 19 Vs 16 Santa Maria Soldiers
- 16 de maio de 2010 - Santa Cruz Chacais 35 Vs 07 Bagé Baguals
- 27 de junho de 2010 - Bagé Baguals 08 Vs 35 Esteio Buriers
- 18 de julho de 2010 - Santa Cruz Chacais 30 Vs 00 Bagé Baguals [Semi-finais][1]
- 29 de agosto de 2010 - Esteio Buriers 09 Vs 00 Bagé Baguals [Disputa do 3º Lugar]

## Outras Participações
- Organizou e sediou o primeiro encontro gaúcho de futebol americano na cidade de Bagé, em 30 de março de 2009. Contou com a presença de integrantes dos times do Panambi Diamonds, Santa Cruz Chacais e Porto Alegre Pumpkins. Ainda neste evento organizou um jogo Pró-Bowl entre todos os times.[3]
- Foi convidado para arbitrar o jogo amistoso entre Panambi Diamonds Vs Santa Maria Soldiers na cidade de Panambi, em 6 de dezembro de 2009.[carece de fontes?]